# Équipe de Finlande féminine de rugby à XV
L'équipe de Finlande de rugby à XV féminin est une sélection des meilleures joueuses de Finlande pour disputer les principales compétitions internationales ou affronter d'autres équipes nationales en test matchs. Elle a notamment joué le premier match international officiel de rugby à XV féminin en 2007.

## Histoire
L'équipe de Finlande joue son premier match international officiel de rugby à XV féminin en 2007, à Watermael-Boitsfort, face à la Norvège qui se solde par un match nul 12 - 12.
L'histoire de l'équipe de Finlande se résume actuellement à deux participations en 2007 et 2008 au Trophée européen féminin organisé par la FIRA plus quelques matchs amicaux.